# John Griffith Wray

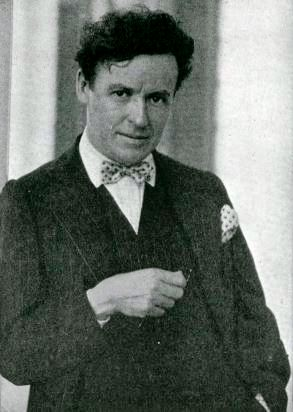

John Griffith Wray (Minneapolis, c.1896 - Los Ángeles, 12 de julio de 1929) fue un guionista, actor y director de cine mudo estadounidense. En los años 20 fue uno de los directores más destacados de la productora de Thomas Harper Ince. Dirigió diecinueve películas entre 1913 y 1929. Estuvo casado con la guionista Bradley King, de quien dirigió su guion de Anna Christie (basada en la obra teatral homónima de Eugene O'Neill: se trató de la primera ocasión en la que un texto del dramaturgo estadounidense se adaptaba al cine). 